# Prosvjetiteljstvo u hrvatskoj književnosti
Prosvjetiteljstvo je intelektualni pokret 17. i 18. stoljeća kojeg karakterizira vjera u ljudski razum.

## Prosvjetiteljstvo u hrvatskoj književnosti
U 18. stoljeću, koje se naziva i vijekom prosvijećenosti i racionalizma, u Hrvatskoj nastaje nov odnos prema književnosti, uzrokovan oslobođenjem većega dijela Dalmacije i Slavonije od turske vlasti, prodiranjem prosvjetiteljskih i racionalističkih ideja koje su strujale iz zapadne Europe, a i društvenim reformama Marije Terezije i Josipa II. u sjevernom dijelu Hrvatske.

### Pluralizam stilova
- Odjeci barokne književnosti (Ignjat Đurđević, Antun Kanižlić)
- Utjecaj klasicizma (Matija Petar Katančić)
- Procvat književnosti na latinskom jeziku i intenzivna prevodilačka aktivnost (Rajmund Kunić, Brno Zamanja, Đuro Hidžić i Đuro Frić)
- Prosvjetiteljska nastojanja (Andrija Kačić Miošić, Matija Antun Reljković, Tituš Brezovački)

### Najznačajniji predstavnici
- Andrija Kačić Miošić (1704. – 1760.) "Razgovor ugodni naroda slovinskog"
- Matija Antun Reljković (1732. – 1798.) "Satir iliti divji čovik"
- Matija Petar Katančić (1750. – 1825.) "Jesenji plodovi"
- Tituš Brezovački (1757. – 1805.) "Matijaš grabancijaš dijak"